# Moravica
Moravica (Servisch: Моравички округ, Moravički okrug) is een district in Centraal-Servië. De hoofdstad is Čačak.

## Gemeenten
Moravica bestaat uit de volgende gemeenten:
- Gornji Milanovac
- Čačak
- Lučani
- Ivanjica

## Bevolking
De bevolking bestaat uit de volgende etnische groepen:
- Serven: 220.009
- Montenegrijnen: 871
- Roma: 572
- Joegoslaven: 510